# هلموت رینولمان
هلموت رینولمان (به آلمانی: Helmut Ringelmann) (زادهٔ ۴ سپتامبر ۱۹۲۶ – درگذشتهٔ ۲۰ فوریه ۲۰۱۱)، تهیه‌کننده فیلم و تلویزیون آلمانی بود.
در مونیخ متولد شد و در خانه خود در گرونوالد در نزدیکی مونیخ درگذشت. معروف‌ترین مجموعه ای که او تهیه کنندهٔ آن بود، مجموعه تلویزیونی درک است.

## پیوند بیرون
- Helmut Ringelmann در بانک اطلاعات اینترنتی فیلم‌ها (IMDb)